# مات سيرا
مات سيرا (بالإنجليزية: Matt Serra) هو فنان قتال مختلط أمريكي، ولد في 2 يونيو 1974 في إيست ميدو في الولايات المتحدة.

## وصلات خارجية
- الموقع الرسمي
- مات سيرا على موقع يو إف سي (الإنجليزية)
- مات سيرا على موقع شيردوغ (الإنجليزية)
- مات سيرا على موقع Tapology.com (الإنجليزية)
- مات سيرا على موقع IMDb (الإنجليزية)
- مات سيرا على موقع قاعدة بيانات الفيلم (الإنجليزية)